# Porretta Terme
Porretta Terme é uma fração da comuna italiana de Alto Reno Terme, região da Emília-Romanha, província de Bolonha, com cerca de 4.528 habitantes. Estende-se por uma área de 33 km², tendo uma densidade populacional de 137 hab/km². Faz fronteira com Castel di Casio, Gaggio Montano, Granaglione, Lizzano in Belvedere, Sambuca Pistoiese.
Durante a II Guerra Mundial, na campanha da Itália, entre novembro de 1944 e o rompimento definitivo da Linha Gótica, foi sede do quartel-general da 1ª divisão brasileira.

## Demografia
| Variação demográfica do município entre 1861 e 2011                               |
|                                                                                   |
| Fonte: Istituto Nazionale di Statistica (ISTAT) - Elaboração gráfica da Wikipedia |